# Војни трибун
Војни трибун (лат. Tribunus militum) је назив официра у римској војсци који су истовремено били и званичници римске државе. Трибуни у професионалној војсци нису имали прецизно одређене дужности. Извршавали су оне задатке које би им издао легат. Сматра се да је њихов „чин“ био еквивалентан чину пуковника у савременим војскама. 

## Историја
У време Римске републике, свака легија је имала шест трибуна. Стварни ауторитет су имала двојица, с тиме да су се сва шесторица ротирала на командним позицијама. Трибуне је именовао сенат и довољан услов је био да кандидат припада класи сенатора (није морао да има релевантне војне квалификације). Осим тога, у време ране Републике, Сенат је могао да одлучи да ли ће номиновати конзуле (функција коју су имали само патрицији) или војне трибуне (од којих је барем један могао да буде плебејац). У тим случајевима, историјски извори их називају tribunus militum consulari potestate - војни трибуни са овлашћењима конзула. Разлози за овако нешто нису сасвим јасни а историчар Ливије то приписује класној борби у Риму; патрицији су углавном инсистирали на бирању конзула а плебејци на бирању војних трибуна. Након 366. године п. н. е. оваква пракса је престала. Као и Сенат, и народна скупштина имала је могућност бирања једног трибуна којег су називали tribunus militum a populo -народни војни трибун. 
Историчар Полибије наводи да се сваке године бирало 24 трибуна (младића у другој половини двадесетих година живота), од којих 14 са пет година проведних у служби а преосталих 10 са десет година у служби. 
Након војне реформе коју је у I веку п. н. е. спровео Гај Марије и извршио професионализацију римске војске, легијама су командовали легати. И даље је било шест трибуна по легији (али са нешто измењеним дужностима и одговорностима); хијерархијски непосредно испод легата био је tribunus lacticlavius, један од младића из сенаторске класе који је посматрао и учио од легата, а затим пет tribunus angusticlavius који су били „витезови“ из коњичке класе и то са одређеним војнички искуством. 
За време империје трибуни су имали улогу високих официра. Млади Римљанин је након службе као tribunus lacticlavius могао да настави каријеру у политици. Што се тиче tribunus angusticlavius у време од владавине Клаудија, они су заузимали друго место у militiae equestris као подређени  - префекту помоћне кохорте а надређени  - префекту крила. 
Tribunus lacticlavius су добили име по широкој траци пурпурне боје која је била пришивена на ивицама тоге док је код tribunus angusticlavius трака била ужа.